# عقرب‌های دریایی دوگانه
عقرب‌های دریایی دوگانه (نام علمی: Diploperculata) نام یک فروراسته از زیرراسته پهن‌بال‌سانیان است.